# Page and Plant
Page and Plant var ett band verksamt mellan 1994 och 1998 som bestod av medlemmarna Robert Plant (sång) och Jimmy Page (gitarr). Bandet var en efterföljare till Led Zeppelin som både Plant och Page var medlemmar av. Page and Plant har bland annat spelat med stora orkestrar och spelar ofta låtar av Led Zeppelin så som "Kashmir".

## Medlemmar
Bandmedlemmar
- Jimmy Page – gitarr, mandolin
- Robert Plant – sång

Andra musiker
- Porl Thompson – gitarr, banjo
- Nigel Eaton – hurdy gurdy
- Charlie Jones – basgitarr, slagverk
- Michael Lee – trummor, slagverk
- Ed Shearmur – orkesterarrangemang, orgel
- Jim Sutherland  – mandolin, bodhrán

## Diskografi
Album
- 1994 – No Quarter: Jimmy Page & Robert Plant Unledded
- 1994 – Conversations With :Plus Music From No Quarter (utgiven i USA)
- 1998 – Walking Into Clarksdale

Singlar
- 1994 – "The Battle of Evermore" (promo)
- 1994 – "Four Sticks" (promo)
- 1994 – "Gallows Pole"
- 1994 – "Kashmir" (promo)
- 1995 – "Thank You" (promo)
- 1995 – "Wonderful One"
- 1998 – "Most High"
- 1998 – "Shining in the Light"
- 1998 – "Sons of Freedom" (promo)